# گاریک سوکاچوف
ایگور ایوانوویچ «گاریک» سوکاچوف (روسی: И́горь Ива́нович (Га́рик) Сукачё́в؛ زادهٔ ۱ دسامبر ۱۹۵۹) موسیقی‌دان، خواننده-ترانه‌پرداز، شاعر، بازیگر، کارگردان فیلم و مجری تلویزیونی اهل روسیه است.
او در سال ۲۰۱۴ از جدایی‌طلبان روس در جنگ در دونباس و در سال ۲۰۲۲ از حمله روسیه به اوکراین حمایت کرد.